# 高橋藍
高橋藍（日语：／ Takahashi Ran，2001年9月2日—），日本男子排球運動員，目前為日本國家男子排球隊隊員之一。出生於日本京都府，身高1.88米，有四分之一美國血統（其母為美日混血）。目前效力於日本排球聯賽的三得利太陽鳥。

## 排球生涯
高橋於2020年代表京都府的東山高校參加全日本排球高等学校选手权大会，帶領球隊獲得冠軍並獲選為當屆賽事的MVP。大學就讀日本體育大學，並在2021年入選日本國家隊，成為隊中年紀最小的隊員。2021年12月20日加盟義大利排球聯賽球隊Pallavolo Padova，前往義大利參與義大利排球聯賽。2023年6月，加盟同一聯賽的另一支球隊Vero Volley Monza，球隊最終獲得聯賽亞軍。

## 經歷
- 日本代表 2020年-
  - 奧林匹克運動會 - 2021年、2024年
  - 世界男子排球錦標賽 - 2022年
  - 男子排球國家聯賽 - 2021年、2022年、2023年
  - 亞洲男子排球錦標賽 - 2021年、2023年

## 運動成就

### 俱樂部
- CEV挑戰盃
  - 2023/2024  2023/2024 – 與Vero Volley Monza（英语：Volley Milano）

- 國內聯賽
  - 2023/2024  義大利盃，與Vero Volley Monza（英语：Volley Milano）
  - 2023/2024  義大利排球聯賽，與Vero Volley Monza（英语：Volley Milano）

### 國家隊
- 2021年： 亞洲男子排球錦標賽 -  亞軍
- 2023年： 男子排球國家聯賽 -  季軍
- 2023年： 亞洲男子排球錦標賽 -  冠軍
- 2024年： 男子排球國家聯賽 -  亞軍

### 個人獎項
- 2023年： 亞洲男子排球錦標賽 – 最佳主攻手

## 外部連結
- 高橋藍的Instagram帳戶
- 高橋藍的X（前Twitter）
- YouTube上的高橋藍頻道 （页面存档备份，存于）

| 獎項                              | 獎項                                                           | 獎項        |
| --------------------------------- | -------------------------------------------------------------- | ----------- |
| 前任： 米拉德·埃巴迪布爾 石川祐希 | 亞洲男子排球錦標賽 最佳主攻手 2023（與 Raimi Wadidie共同獲獎） | 繼任： 現任 |